# 웨나 프로페
《웨나 프로페》(스페인어: Wena profe)는 2017년 방영된 칠레의 텔레노벨라이다.